# Lúcio Vitrásio Flaminino
Lúcio Vitrásio Flaminino (em latim: Lucius Vitrasius Flamininus) foi um senador romano nomeado cônsul sufecto no final do primeiro semestre de 122 com Tibério Júlio Cândido Capitão. A gente Vitrásia era originalmente de status equestre na Campânia; Tito Vitrásio Polião serviu como prefeito do Egito na época do imperador Tibério, mas Flaminino é o primeiro membro conhecido a chegar ao Senado Romano.

## Carreira
A carreira política de Flaminino pode ser reconstituída a partir de uma inscrição recuperada em Cales, erigida pelo pai de Flaminino, Lúcio Vitrásio Ênio Équo. Depois do consulado, Flaminino foi legado imperial da "Itália Transpadana, da província da Mésia Superior, um exercitus e da província da Dalmácia". O historiador Ronald Syme argumenta que Flaminino governou pelo menos algumas destas em épocas diferentes e que se comando de um exercitus tinha por objetivo sufocar a atuação de bandos de ladrões na Bósnia e na Sérvia ocidental. Seu mandato na Mésia Superior foi datado em 130 a 133.
O cargo seguinte mencionado na inscrição foi o de curator alvei Tiberis riparum cloacum urbi (um dos oficiais responsáveis pelas obras públicas, pelas margens do Tibre e do esgoto de Roma). O ápice de sua carreira foi a sua nomeação como procônsul da África entre 137 e 138.